# 3387 Greenberg
3387 Greenberg eller 1981 WE är en asteroid i huvudbältet som upptäcktes den 20 november 1981 av den amerikanske astronomen Edward L.G. Bowell vid Anderson Mesa Station. Den är uppkallad efter den amerikanske astronomen Richard J. Greenberg.
Asteroiden har en diameter på ungefär 8 kilometer och den tillhör asteroidgruppen Eunomia.